# ریچارد ا. تاپیا
ریچارد ا. تاپیا (انگلیسی: Richard A. Tapia؛ زادهٔ ۲۵ مارس ۱۹۳۸) دانشمند در زمینه ریاضیات اهل ایالات متحده آمریکا است.
وی همچنین برندهٔ جوایزی همچون نشان ملی علوم شده‌است.